# 사우디아라비아-이란 대리 분쟁
사우디아라비아-이란 대리 분쟁(영어: Iran–Saudi Arabia proxy conflict)은 중동 및 주변 지역의 영향력을 위한 사우디아라비아와 이란의 분쟁이다. 이란과 사우디아라비아는 대리 전쟁을 치르고 있다고 여겨진다. 이는 주로 중앙아시아, 남아시아, 중동에서 발생하였으며, 최근에는 시리아 내전에서 대립각을 세우고 있다. 또다른 대리 전쟁에는 예멘 내전이 있다. 대리 전쟁은 신중동 냉전이라 불리기도 한다. 이란과 사우디아라비아는 오래전부터 라이벌 관계에 있었으며, 이 전쟁의 요인은 복잡하고 다양하다. 이란은 이슬람권 내에서 시아파의 종주국이고, 사우디아라비아는 수니파의 종주국이다. 이들은 석유 시장에 대한 점유권과 중동 내의 패권에 대한 지정학에 대해서도 경쟁을 벌이고 있다.

## 같이 보기
- 이란-사우디아라비아 관계
- 아랍 냉전
- 아랍의 겨울
- 아랍의 봄
- 이란-이스라엘 대리 분쟁
- 제2차 냉전
- 중동 전쟁